# 朱士佳
朱士佳（1559年—？），字邦題，號念依，福建泉州府晉江縣人，軍籍，明朝政治人物。

## 生平
嘉靖七年（1579年）己卯福建鄉試第四十九名，萬曆十四年（1586年）丙戌科會試二百十四名，登三甲第一百七十一名進士。都察院观政。

## 家族
曾祖朱洸，曾任庠生；祖父朱楀，曾任庠生；父朱孔昭，曾任舉人知縣。母郭氏；繼母陳氏。具庆下。